# Appartamento 7A
Appartamento 7A (Apartment 7A) è un film del 2024 diretto da Natalie Erika James. 
La pellicola è il prequel di Rosemary's Baby - Nastro rosso a New York, diretto da Roman Polański nel 1968.

## Trama
Terry Gionoffrio, una giovane ballerina del Nebraska che ora lavora a New York, si infortuna gravemente alla caviglia durante una produzione di Broadway di Kiss Me, Kate, causando l'interruzione dello spettacolo. Diventa nota come "la ragazza che è caduta" e, sebbene non sia in grado di esibirsi come prima, continua a fare provini senza successo per parti da ballerina. Dopo aver fatto un'audizione per il produttore di Broadway Alan Marchand, lo segue a casa nel condominio Bramford e si ammala. Fa amicizia con Minnie e Roman Castevet, una coppia di anziani che vive negli appartamenti del Bramford e che le offre un appartamento in fondo al corridoio senza pagare l'affitto, spiegando che è una cosa che hanno già fatto in passato per aiutare chi ne ha bisogno. Disfacendo le valigie, si imbatte in una scarpetta da ballo etichettata come Joan Cebulski.
I Castevet invitano Terry a bere un cocktail nell'appartamento di Alan, ma quando si presenta scopre che i Castevet se ne sono andati e che lei è l'unica ospite. Dopo aver bevuto un drink, si sente disorientata. Dopo un sogno spaventoso, si sveglia nel letto dell'appartamento di Marchand. Lui insinua che abbiano fatto sesso e le dice che ha ottenuto la parte per il suo spettacolo. Terry incontra altri vicini, che si interessano a lei. Una donna, Lily Gardenia, le dà una pomata per la caviglia e lei fa un altro sogno spaventoso, ma al mattino la caviglia è nettamente migliorata. Un altro, il dottor Sapirstein, un ostetrico, le dà il suo biglietto da visita. I Castevet le regalano una collana portafortuna per Natale. Dopo aver avuto le nausee mattutine, Lily si reca dal dottor Sapirstein e scopre di essere incinta; la notizia viene presto comunicata ad Alan e ai Castevet.
Terry scopre un passaggio segreto nell'appartamento di Lily e trova un biglietto e un grimorio. Ruba il grimorio e vi trova un disegno del suo talismano e la foto di una donna incatenata che partorisce un demone. Terry prova dolore e chiama il dottor Sapirstein, dicendogli che pensa che ci sia qualcosa che non va in lei o nel bambino. Lui le dice di preparare una borsa e di raggiungerlo e, quando lei chiede perché avrebbe bisogno di una borsa, le dice che potrebbe avere un'isteria prenatale e che deve essere ricoverata per la sua protezione e per quella del bambino. Terry fugge, lasciandosi dietro il talismano. Trova il nome di Joan Cebulski in una vecchia locandina e visita il teatro; il direttore le dice che Joan se n'è andata sei mesi prima, promettendo di tornare a prendere le sue cose il giorno dopo. Nella valigia di Joan, Terry trova un rosario e una Bibbia con l'Apocalisse 12:9 sottolineata. Terry si reca da un abortista in un vicolo, accompagnata da Annie; Terry dà involontariamente un calcio all'abortista mentre inizia il processo, e la donna ha un attacco epilettico. Terry dice ad Annie che deve affrontare la gravidanza "da sola".
Tornata al Bramford, trova un tempio con murales e strumenti del rituale religioso in un sotterraneo. Alan appare e le dice che è qui che è stata ingravidata. Alan la deride e lei lo pugnala con un athame inciso. Appare una figura cornuta e lei fugge. Trovando Minne e Roman nel suo appartamento, cerca di pugnalarsi allo stomaco ma cade a terra, contorcendosi dal dolore. Roman dice a Terry che suo figlio sarà l'erede di Satana e cambierà il mondo. Lui e Minnie la portano dal resto del gruppo, che la accoglie. Minnie sostituisce il talismano al collo di Terry e Roman dichiara Dio morto e il 1965 l'anno uno. Fa un brindisi, "Ave, Satana", al quale Terry si unisce. Inizia a ballare artisticamente Be My Baby e, raggiungendo la finestra, si lancia verso la morte. Mentre Minnie e Roman si avvicinano alla scena, vedono Rosemary e Guy Woodhouse interrogati dalla polizia.

## Produzione
Nel marzo 2021 è stato annunciato che Natalie Erika James avrebbe diretto il film Apartment 7A, una co-produzione tra Paramount Players, Sunday Night Productions e Platinum Dunes. Nel gennaio 2022 Julia Garner si è unita al cast nel ruolo della protagonista e nei mesi successivi si sono uniti al progetto anche Dianne Wiest, Marli Siu, Rosy McEwen, Jim Sturgess, Kevin McNally, Andrew Buchan e Kobna Holdbrook-Smith. Soltanto nel giugno 2022, al termine delle riprese, Bloody Disgusting ha rivelato in esclusiva che il film si tratta di un prequel di Rosemary's Baby.
Le riprese si sono svolte a Londra tra il marzo e il giugno 2022.

## Promozione
Il primo trailer è stato diffuso il 29 agosto 2024.

## Distribuzione
Il film è stato presentato in anteprima al Fantastic Fest il 20 settembre 2024, prima di essere distribuito simultaneamente su Paramount+ e in digital video on demand il 27 settembre 2024.

## Riconoscimenti
- 2025 - Saturn Award
  - Candidatura alla miglior presentazione televisiva
- 2025 - Art Directors Guild
  - Candidatura al miglior film per la televisione